# Grand Hyatt Beijing
39°54′28″N 116°24′29″Ø / 39.90778°N 116.40806°Ø
Grand Hyatt Beijing er et 825-værelses hotel i den  kinesiske hovedstad Beijing. Det blev åbnet i oktober 2001. 
Hotellet ligger centralt i byen, i krydset mellem Chang'an-avenyen og Wangfujing. Den er en del af Oriental Plaza. 